# Кубомедузи
Кубомедузи (Cubozoa) — клас тварин типу Кнідарії. Желеподібні істоти, яким притаманні складні очі, що формують зображення, та найскладніша серед кнідарій поведінка, включаючи внутрішнє запліднення щонайменше у одного виду. Деякі з кубомедуз можуть бути небезпечними для людини — відомі смертельні випадки внаслідок їхніх опіків.

## Еволюція та систематика
Тривалий час кубомедузи вважались рядом класу Сцифоїдні, але недавні дослідження довели необхідність виділення їх у таксон більш високого рангу — окремий клас. В класі Cubozoa один ряд, Cubomedusae, з двома родинами, до яких входять 19 окремих видів. На теперішній час знайдений лише один викопний представник цього класу, Anthracomedusa turnbulli, яка була знайдена поблизу Чикаго (США). Ця викопна медуза жила 323–290 мільйонів років тому, мала квадратний у розрізі купол та зібрані в пучки щупальця, і загалом може бути віднесена до родини Chiodropidae.

## Анатомія
Загалом, анатомічно і медузоїдна, і поліпова стадія кубомедуз подібна до таких у класі Scyphozoa — тому докладніше про загальні принципи організації таких організмів, а також про будову основних органів див. в статті «Клас Сцифоїдні».
Найхарактернішою рисою кубомедуз, що відрізняє їх від медуз інших класів типу Кнідарії, є купол прямокутної в розрізі форми. Манубріум (видовжена основа, на кінці якої знаходиться ротовий отвір) та рот розташовані всередині куполу, ротовий отвір звичайно знаходиться на рівні краю дзвона. Дзвін має м'язисті лопасті, що називаються педаліями, до яких приєднуються щупальця.

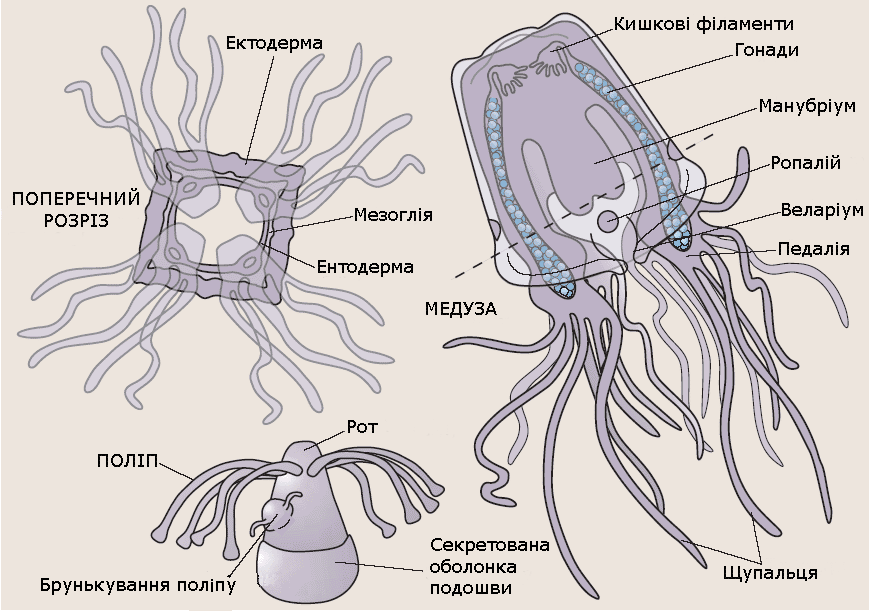
Будова медузоїдної та поліпової стадії кубомедуз

Родині Chirodropidae притаманна наявність декількох щупалець на кожному педалії, а родині Carybdeidae — лише одного. Між педаліями розташовані унікальні (як для кишковопорожнинних) сенсорні структури — ропалії: кожен з ропаліїв складається з статоциста (органу рівноваги, подібного до такого в Сцифоїдних) та шести очей. Четверо очей, при цьому, прості, а двоє — відносно складні, і складаються з рогівки епідермального походження, сферичного клітинного кришталика та вертикальної сітківки. Експериментально було показано, що кубомедузи мають опсини (світлочутливі білки клітин сітківки), що чутливі до синьої, зеленої та ультрафіолетової частин спектру.
Нервова система кубомедуз також помітно складніша порівняно з іншими кишковопорожнинними. Дифузна сітка нейронів у зонтику з'єднана з крайовим нервовим кільцем, і відростки нервових клітин відходять від цього кільця до ропаліїв. Обробка оптичних зображень, ймовірно, відбувається в нервовому кільці.

## Розповсюдження
Кубомедузи можуть бути знайдені майже у всіх тропічних та субтропічних водах з нормальною океанічною солоністю (близько 35 проміле). Два види — Carybdea marsupialis та Carybdea rastoni — відомі також з вод помірного поясу. Скоріше за все, дані з розповсюдження кубомедуз неповні, з огляду на їхні невеликі розміри, потаємний спосіб життя та загальну прозорість тіла, що заважають спостереженням.

## Спосіб життя

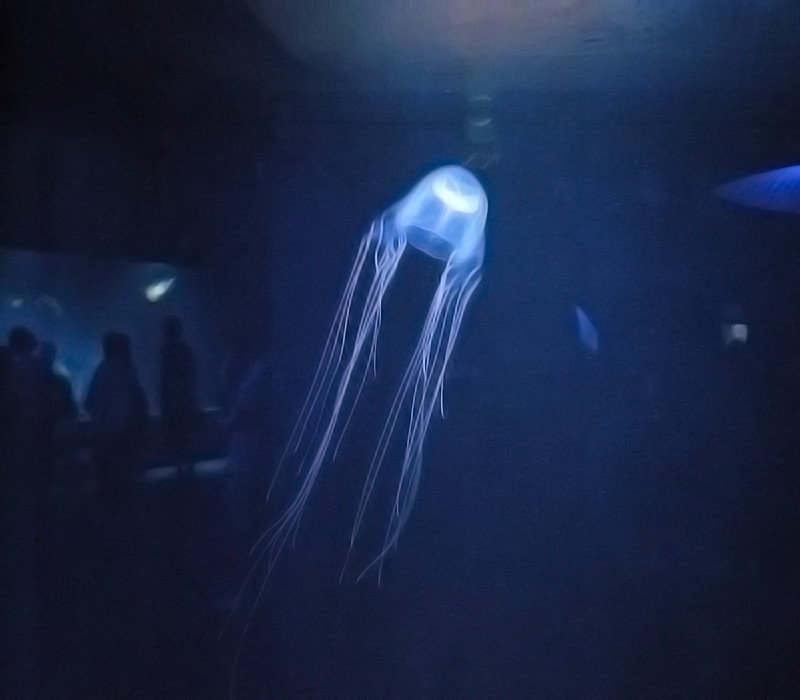
Chiropsalmus quadrigatus, акваріум Еношіма, Японія

Зазвичай кубомедузи зустрічаються у неглибоких прибережних водах з піщаним субстратом. Найчастіше їх можна зустріти розташованими вертикально низько над дном протягом дня та біля поверхні води вночі. Польові спостереження за кубомедузами дуже важкі, тому що при наближенні водолаза вони цілеспрямовано та швидко пливуть геть. Один з видів, Carybdea sivickisi, має липкі присоски на зовнішній поверхні купола, за допомогою яких вона прикріплюється до субстрату — це зближує її з сцифоїдними медузами ряду Stauromedusae.

## Поведінка
Кубомедузам притаманна найскладніша поведінка серед усіх кишковопорожнинних. Вони є активними плавцями, здатними пересуватись із швидкістю 3-6 метрів на хвилину. Також вони мають позитивний фототаксис (тобто рухаються у напрямку світла) та активні і вдень, і вночі, хоча харчуються переважно перед заходом сонця та вночі. Зір, на відміну від більшості інших кишковопорожнинних, у кубомедуз грає велику роль в процесах харчування та розмноження.

## Харчування
Кубомедузи є важливим елементом харчового ланцюга прибережних акваторій, де вони виступають в ролі активних хижаків, харчуючись переважно невеликими рибами та ракоподібними. Додатковими харчовими об'єктами можуть буди поліхети, личинки ракоподібних, рівноногі раки, щетинкощелепні (Chaetognatha) і т.ін. Як активні хижаки, кубомедузи переслідують та активно ловлять свою здобич. Харчова поведінка у різних видів відрізняється слабо. Здобич, вхоплена щупальцями, передається на ротові лопасті шляхом скорочення щупалець. Після цього медуза розташовується в воді вертикально (ротовим отвором догори або донизу), ротова лопасть, згинаючись, просовується до ротового отвору, і здобич проковтується.

## Розмноження
Розмноження та життєвий цикл кубомедуз досліджені недостатньо. Життєвий цикл, наряду із пелагічною стадією медузи, включає бентосну стадію — поліп — котрий може розмножуватись безстатево шляхом брунькування. Яйця після запліднення розвиваються у війчасту личинку (планулу), котра осідає на дно та перетворюється на поліп. На відміну від сцифоїдних, поліп кубомедуз не проходить стробіляції (продукування медуз шляхом поділу поперечними перетяжками) а, замість цього, цілком перетворюється на молоду медузу. Таким чином, з одного поліпу утворюється лише одна медуза. Самці Carybdea sivickisi виділяють сперматофори (пакети із сперматозоїдами), які можуть зберігатись в кишковій порожнині самок для пізнішого внутрішнього запліднення; Carybdea rastoni може активно збирати пасма сперми, що їх виділяють самці цього виду. Інші кубомедузи також можуть вдаватись до внутрішнього запліднення, але найчастіше розсіюють гамети назовні.

## Небезпека для людини
Свідченням небезпеки кубомедуз для людини є спеціальні сітки, що їх натягують вздовж пляжів у північному Квінсленді (Австралія) для захисту від них. Хоча майже щороку в Австралії трапляються смертельні випадки внаслідок опіків кубомедузи Carybdea fleckeri, загальний вплив кубомедуз на здоров'я людини може бути набагато різноманітнішим. Так, Carukia barnesi є причиною виникнення «синдрому іруканджі», котрий призводить до сильного болю в спині, в животі та дуже сильного головного болю, посиленого місцевого потовиділення та блювоти, а також проблем із сечовиділенням. Існує протиотрута що допомагає як при опіках Carybdea fleckeri, так і при опіках, спричинених Carukia barnesi. Також запобігти активації нематоцистів цих медуз, що ще не жалили, може оцет — в той час як при дії на інших медуз оцет активацію нематоцистів, навпаки, полегшує.

## Види класу Cubozoa
| Родина, автор та рік опису | Рід, автор та рік опису       | Вид, автор та рік опису  |
| Carybdeidae Gegenbaur 1856 | Carukia Haeckel 1880          | barnesi Southcott 1967   |
| Carybdeidae Gegenbaur 1856 | Carybdea Péron & Lesueur 1809 | alata Reynaud 1830       |
| Carybdeidae Gegenbaur 1856 | Carybdea Péron & Lesueur 1809 | marsupialis Linné 1758   |
| Carybdeidae Gegenbaur 1856 | Carybdea Péron & Lesueur 1809 | rastoni Haacke 1886      |
| Carybdeidae Gegenbaur 1856 | Carybdea Péron & Lesueur 1809 | sivickisi Stiasny 1926   |
| Carybdeidae Gegenbaur 1856 | Carybdea Péron & Lesueur 1809 | xaymacana Conant 1897    |
| Carybdeidae Gegenbaur 1856 | Manokia Southcott 1967        | stiasnyi Bigelow 1938    |
| Carybdeidae Gegenbaur 1856 | Tamoya Müller 1859            | haeckeli Southcott 1967  |
| Carybdeidae Gegenbaur 1856 | Tamoya Müller 1859            | haplonema Müller 1859    |
| Carybdeidae Gegenbaur 1856 | Tripedalia Conant 1897        | binata Moore 1988        |
| Carybdeidae Gegenbaur 1856 | Tripedalia Conant 1897        | cystophora Conant 1897   |
| Chirodropidae Haeckel 1877 | Chirodropus Haeckel 1880      | gorilla Haeckel 1880     |
| Chirodropidae Haeckel 1877 | Chirodropus Haeckel 1880      | palmatus Haeckel 1880    |
| Chirodropidae Haeckel 1877 | Chirodropus Haeckel 1880      | sp. Stiasny 1922         |
| Chirodropidae Haeckel 1877 | Chironex Southcott 1956       | fleckeri Southcott 1956  |
| Chirodropidae Haeckel 1877 | Chiropsalmus L. Agassiz 1862  | buitendijki Horst 1907   |
| Chirodropidae Haeckel 1877 | Chiropsalmus L. Agassiz 1862  | quadrigatus Haeckel 1880 |
| Chirodropidae Haeckel 1877 | Chiropsalmus L. Agassiz 1862  | quadrumanus Müller 1859  |
| Chirodropidae Haeckel 1877 | Chiropsalmus L. Agassiz 1862  | zygonema Haeckel 1880    |